# Angelica polymorpha
Loài này cũng mang tên Đương quy, để biết về loài cùng tên, mời xem thêm Angelica sinensis
Angelica polymorpha là một loài thực vật có hoa trong họ Hoa tán. Loài này được Maxim. mô tả khoa học đầu tiên năm 1873.

## Hình ảnh

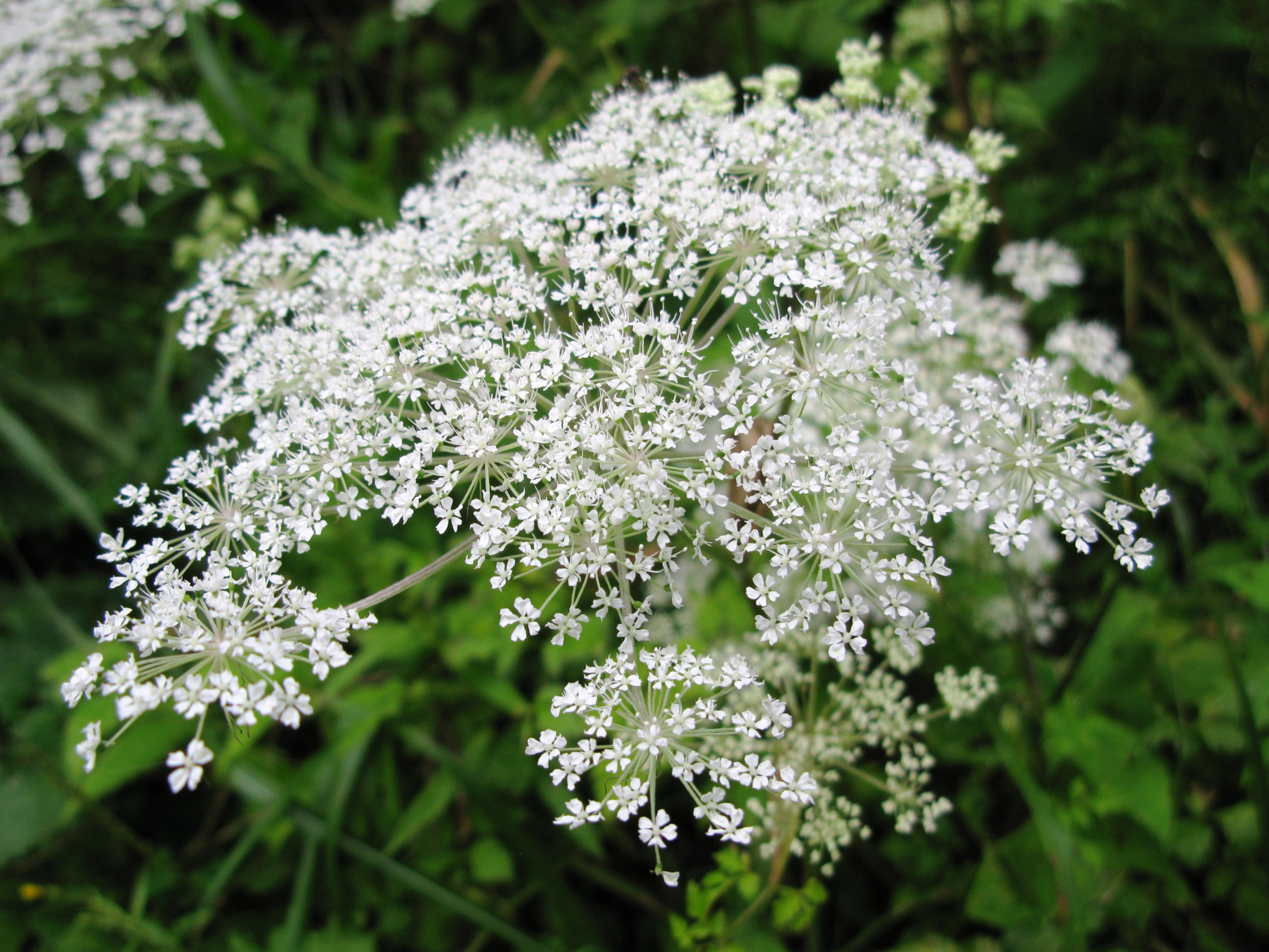
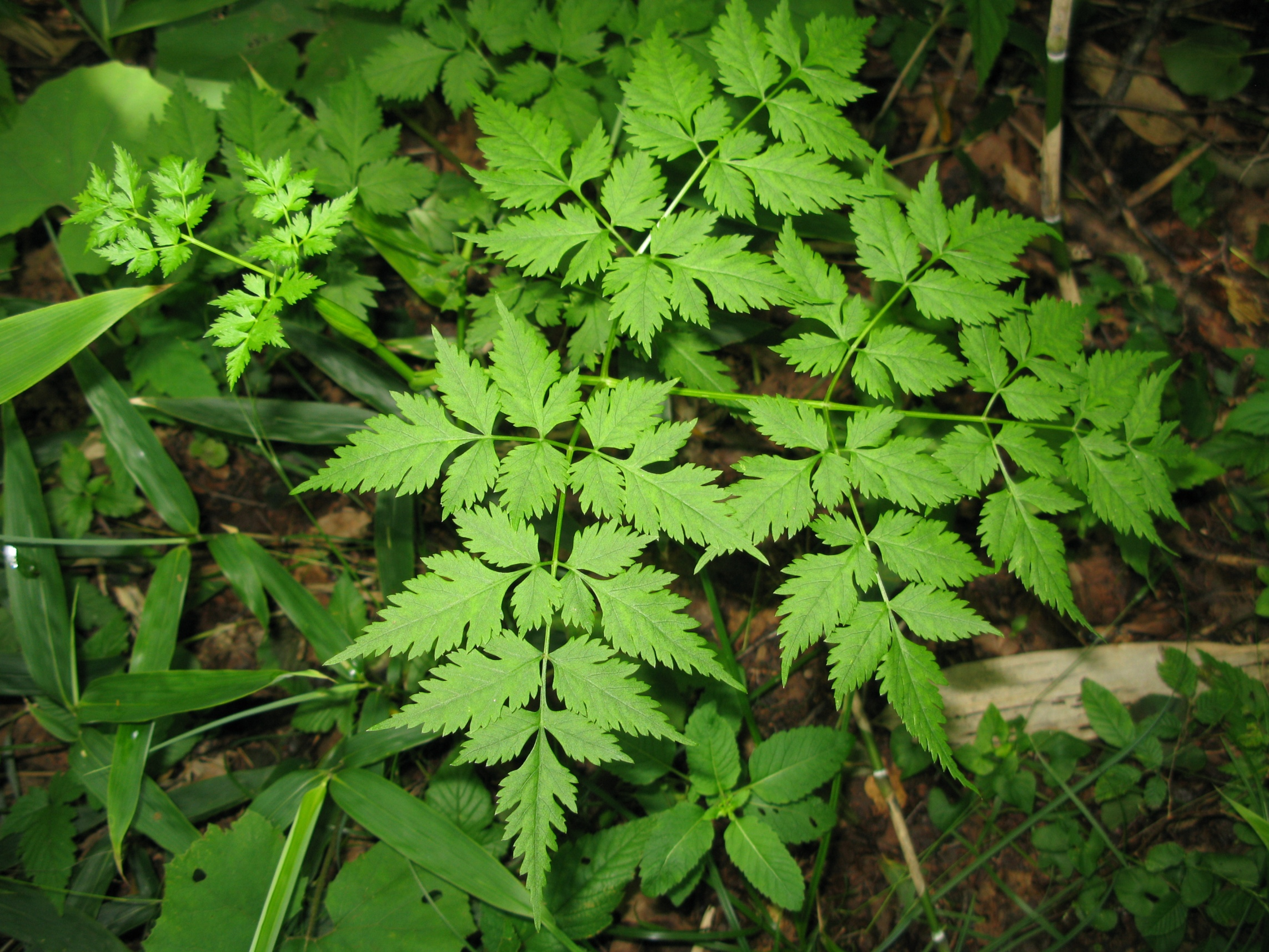
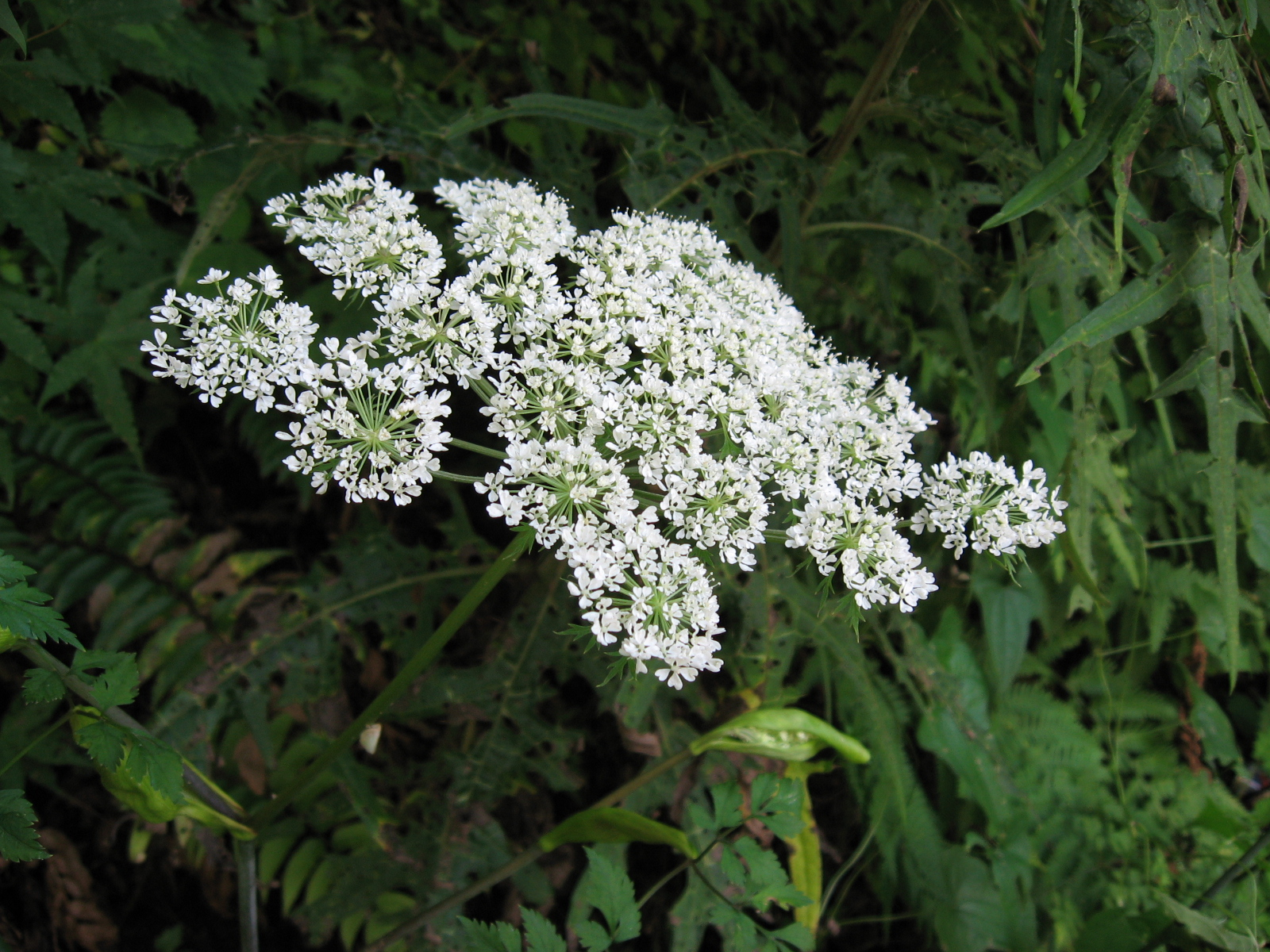